# فيتوليستي (بريليب)
فيتوليستي (Витолиште) هي مدينة في مقاطعة بريليب في جمهورية مقدونيا.
يبلغ عدد سكانها حوالي 409   نسمة.